# كارمين خيمينيز سميث
كارمين خيمينيز سميث (بالإنجليزية: Carmen Giménez Smith)‏ هي كاتِبة وشاعرة أمريكية، ولدت في 20 فبراير 1971 في نيويورك في الولايات المتحدة.